# 奇景光電
奇景光電股份有限公司 （英語：Himax Technologies, Inc.），簡稱奇景光電，是一家無晶圓廠集成電路（IC）公司，總部位於台灣台南市，成立於2001年6月12日。目前員工人數約2,000人，分布於台南、新竹、台北、中國、韓國、日本與美國。奇景光電在三大洲取得超過3,000項專利，產品應用於全球各種消費性電子品牌產品，技術領先並維持影像顯示處理技術半導體解決方案領導廠商的地位。